# Alwynne Cooper Wheeler
Alwynne Cooper Wheeler, més conegut com a Wyn Cooper Wheeler (Woodford Green, Essex, UK, 5 d'octubre de 1929 - 19 de juny de 2005) va ser un científic i ictiòleg anglès, que fou conservador del Museu d'Història Natural de Londres.
Format al St. Egbert's College, Chingford, escola secundària del comtat de Chingford, inusualment, va assolir la seva carrera científica posterior malgrat no haver obtingut mai un títol universitari. Va ingressar a la London Natural History Society amb tretze anys i va exercir el seu servei nacional com a radiògraf i fotògraf mèdic al Royal Army Medical Corps, tant al Regne Unit com a Jamaica, on es va unir a la Natural History Society de Jamaica. En deixar l'exèrcit, va sol·licitar al Museu d'Història Natural de Londres un lloc com a ajudant del Departament de Zoologia, a partir de l'1 de juny de 1950 com a ajudant de la Secció de Peixos. Va passar tota la seva carrera al Museu d'Història Natural, jubilant-se el 1989.
Les seves dues especialitats principals van ser la taxonomia dels peixos europeus i els estudis de col·leccions històriques d'importància taxonòmica. Va produir més d'un centenar de publicacions científiques diferents i la seva obra més important va ser The fishes of the British Isles and North-Europe Europe, que es va publicar el 1969 i es va convertir en el text estàndard i modern d'ictiologia britànica. Altres publicacions importants van incloure Key to the Fishes of Northern Europe el 1978, Fishes of the World el 1975 i The World Encyclopedia of Fishes el 1985. També va ser una figura central en el seguiment de la neteja del riu Tàmesi i el retorn de la vida al riu i va produir The Tidal Thames; The History of a River and its Fishes el 1979 per documentar-ho. Wyn Wheeler va ser membre fundador de la Fisheries Society of the British Isles (FSBI).
A més de publicacions científiques, Wheeler va escriure columnes a la premsa de pesca més popular, donant informació biològica als pescadors. També va desenvolupar experiència en la identificació d'ossos de peix de jaciments arqueològics, sent coautor d'un manual sobre la identificació de restes de peixos en jaciments arqueològics el 1989. Va ser editor i va ajudar a desenvolupar el Journal of the Society for the Bibliography of Natural History (ara anomenat Archives of Natural History). Va exercir com a editor honorari del 1967 al 1974 i del 1978 al 1986, i va tornar a ser elegit formalment com a editor honorari el 1989. Wheeler finalment es va retirar el 1999.
Es va retirar del Museu d'Història Natural el 1989. Després de la jubilació, va treballar al Centre de Conservació del Bosc d'Epping i va continuar la seva associació amb el Museu en qualitat de soci científic oficial. De vegades va publicar amb el nom de ploma Allan Cooper, sobretot quan publica articles i llibres populars no tècnics. El 1992 va publicar una llista dels noms comuns i científics dels peixos de les illes britàniques, que estava sent revisada quan va contreure la malaltia d'Alzheimer i va ser completada per Nigel Merrett (el seu successor al museu) i Declan Quigley.
L'Alwyne Wheeler Bursary es va crear el 1999, amb motiu de la retirada d'Alwyne Wheeler com a editor honorari de la Society for the History of Natural History. La beca es va establir per facilitar contribucions originals a l'estudi de la història de la història natural per part de joves erudits, menors de trenta anys. El nom del gènere de gobies africans Wheelerigobius honora la contribució de Wheeler a la ictiologia. Després del seu traspàs al juny del 2005, i en reconeixement d'aquest paper com a membre fundador de l'FSBI, així com a la seva activitat d'investigació posterior a la jubilació, l'FSBI va establir la beca d'investigació Wyn Wheeler el desembre del 2005 per proporcionar als membres jubilats de l'FSBI suport per a l'activitat continuada en biologia dels peixos.